# Narodowa Rada Irańskiego Ruchu Oporu
Narodowa Rada Irańskiego Ruchu Oporu (perski: شورای ملی مقاومت ایران) – koalicja ugrupowań irańskiej opozycji. Sama uważa się za rząd Iranu na emigracji. W praktyce jest organizacją fasadową Ludowych Mudżahedinów.

## Historia

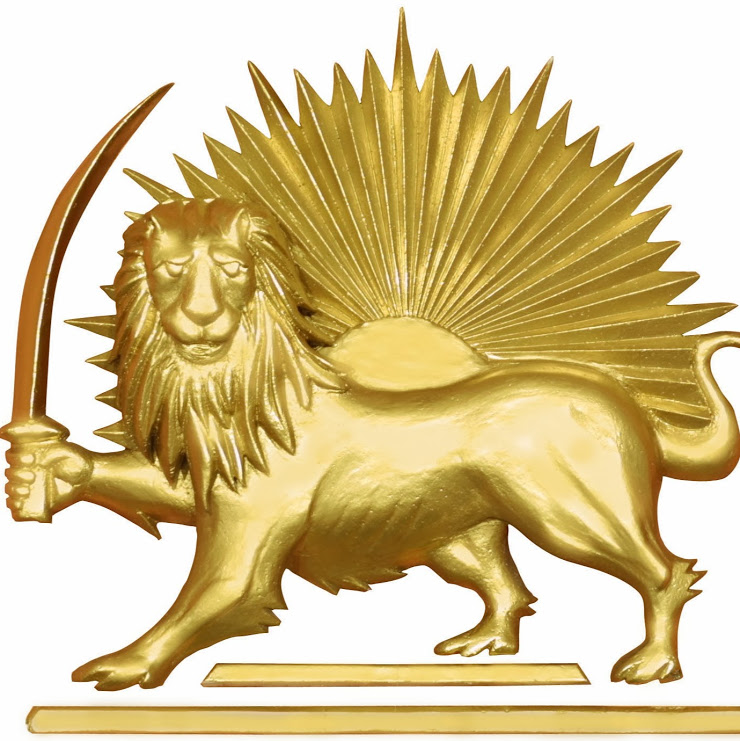
Symbol organizacji

Utworzona w lipcu 1981 roku. Twórcami formacji byli Masud Radżawi i Abol Hassan Bani-Sadr. Koalicje zasiliły ugrupowania Ludowi Mudżahedini, Narodowy Front Demokratyczny, Kurdyjska Partia Demokratyczna Iranu oraz niewielkie organizacje lewicowe takie jak Związek Irańskich Komunistów. Na początku lat 80. członkowie koalicji uczestniczyli w walkach partyzanckich przeciwko irańskiemu reżimowi. Po 1983 roku partyzantka została rozbita. Część członków koalicji podjęła się wtedy kolaboracji z Irakiem. Głównymi rzecznikami współpracy byli Ludowi Mudżahedini. W proteście koalicję opuściła grupa skupiona wokół Bani-Sadra. W 1985 roku z koalicji usunięta została Kurdyjska Partia Demokratyczna Iranu. Na skutek rozłamu koalicja stała się tworem faktycznie podporządkowanym Ludowym Mudżahedinom. Koalicja deklaruje, że cieszy się w Iranie dużym poparciem społecznym. Zdaniem obserwatorów jest ono raczej ograniczone, ze względu na minioną kolaborację z Irakijczykami.
Obecnie przewodniczącą organizacji jest Marjam Radżawi. Siedziba organizacji znajduje się we Francji.

## Ideologia
Celem koalicji jest przekształcenie Iranu w państwo świeckie.